# Kamtrup
Kamtrup (tysk: Kamtrup) ligger i Sønderjylland og er en bebyggelse i Sønder Hygum Sogn, Vejen Kommune. Landsbyen hører til Region Syddanmark. Bebyggelsen består af 5 ejendomme på Kamtrup Skolevej. Tre af disse er mindre gårde med jordtilliggende på 6 til 20 Ha. En af ejendommene var områdets første skole, Kamtrup Skole, der var i brug fra 1743 til 1860.
Imellem Fæsted og Kamtrup Skole fandtes indtil ca. 1850 en mindre bebyggelse, der kaldtes for Kamtrup Huse. Den blev efter sigende nedrevet efter en brand.
I 1929 blev der ved Kamtrup Skole bygget en villa, der i dag kaldes for "Kamtrup Slot". 
|  | Denne artikel om lokaliteten Kamtrup kan blive bedre, hvis der indsættes et (bedre) billede. Du kan hjælpe ved at afsøge Wikimedia Commons for et passende billede eller lægge et op på Wikimedia Commons med en af de tilladte licenser og indsætte det i artiklen. |

55°20′33″N 8°55′53″Ø / 55.34250°N 8.93139°Ø